# Альфа 66
Альфа 66 (исп. Alpha 66) — боевая антикоммунистическая организация кубинских политэмигрантов. Создана участниками Кубинской революции, выступавшими против коммунистического курса Фиделя Кастро и Че Гевары. Вела вооружённую борьбу, квалифицируется кубинскими властями как террористическая организация. В настоящее время — структура кубинской эмигрантской оппозиции.

## Происхождение организации
«Альфа 66» была создана в Пуэрто-Рико осенью 1961 года. Название сложилось из количества учредителей: 66 человек — и первой буквы греческого алфавита: Αα, Альфа. Такое сочетание символизировало начало борьбы против режима Кастро.
Организаторами «Альфы 66» являлись недавние активные участники Кубинской революции, воевавшие против диктатора Батисты. Наиболее известен команданте Элой Гутьеррес Менойо, основатель Второго национального фронта в ноябре 1957. Все они были сторонниками демократических преобразований и придерживались левых, часто социалистических взглядов. Однако в политике Фиделя Кастро они быстро различили коммунистические тенденции и курс на установление тоталитарной диктатуры по образцу «Восточного блока». Кроме того, они были возмущены казнью своего боевого товарища Уильяма Александра Моргана, совершённой с санкции Кастро 11 марта 1961 года.
В то же время нельзя утверждать, что революционно-демократическая тенденция была единственной в идеологии «Альфы 66». Важную роль в создании и деятельности организации сыграл Антонио Весиана — до революции бухгалтер сахарного магната Хулио Лобо, тесно связанный с американскими спецслужбами. Финансовую помощь «Альфе 66» оказывали правые круги США, в частности, чета Люс — Генри и Клэр Бут. Близкими союзниками выступали мексиканские Текос. Организация стала важным центром притяжения антикастровских сил безотносительно к их идеологии.

## Активная борьба

### Атаки извне
Изначально «Альфа 66» сделала ставку на вооружённое свержение режима Кастро. Организация активно включилась в повстанческое движение Эскамбрая (в официальной кубинской терминологии — bandidos). 19 октября 1962 года было объявлено об объединении антикоммунистических военных усилий повстанческого Второго национального фронта и «Альфы 66».
С 1962 года боевики «Альфы 66» приступили к рейдам на кубинскую территорию, обстрелам береговой линии, нападениям на кубинские и советские суда. Крупномасштабные атаки были совершены 10 сентября 1962, 8 октября 1962, 4 декабря 1962, 17 марта 1963. Затонули или получили повреждения несколько кубинских, советских и английских кораблей, было захвачено значительное количество оружия. Морские атаки были пресечены силами США по приказу президента Кеннеди после официальных протестов Гаваны и Москвы.
В 1964 году Элой Гутьеррес Менойо разработал «план Омега», направленный на возобновление полномасштабной партизанской войны на Кубе. В декабре он предпринял высадку с отрядом в несколько десятков человек, но был быстро арестован (после чего провёл в кубинских тюрьмах более 20 лет). Руководство перешло к Армандо Флейтесу и Андресу Насарио, также ветеранам Второго национального фронта.

### Попытки укоренения в подполье
На Кубу регулярно проникали оперативные группы «Альфа 66» с задачами диверсий и терактов против коммунистического руководства. Однако планы покушения на Фиделя Кастро реализовать не удалось. Как правило, кубинская госбезопасность нейтрализовывала боевиков раньше, чем они приступали к действиям. Относительно крупный инцидент имел место в 1970 году: на Кубе высадилась боевая группа из 13 человек, но почти всё её члены погибли в перестрелке. Был взят в плен и расстрелян брат Андреса Насарио — Аурелио.
После поражения боевых высадок 1964 и 1970 «Альфа 66» сделала ставку на создание подпольных ячеек на самой Кубе. В 1980 году был разработан «План Максимо Гомеса» (по имени национального героя — революционного генерала). Ставилась задача организовать подпольную сеть, способную возглавить оппозиционное движение на Кубе. Однако жёсткий контроль кубинских властей над обществом заблокировал этот проект.
Летом 1980 года был разрешён массовый отъезд недовольных кубинцев в США (власти характеризовали это как «изгнание gusanos»). С Кубы эмигрировали около 125 тысяч человек (не только диссиденты и несогласные с режимом, но также уголовники и другие асоциальные элементы). Многие из них осели в Майами, где расположена штаб-квартира «Альфы 66». В результате организация получила прибавление актива, но возможности для организации структур на Кубе снизились.

### Экономический саботаж
В 1990-х главной мишенью «Альфы 66» стала туристическая инфраструктура Кубы, приносящая валютный доход правящему режиму. Организация предупредила международных туроператоров, что считает туристические объекты на Кубе законными целями атак. Реальных терактов не совершалось, но последовали многочисленные угрозы и акты саботажа. В марте 1994 года группа боевиков «Альфа 66» проникла на Кайо-Коко и вступила в перестрелку с силами безопасности.
Через несколько месяцев, в августе 1994, в Гаване произошли стихийные уличные протесты. Эти события, получившие название Maleconazo, стали первыми открытыми антикастровскими выступлениями после подавления повстанческого движения 1960-х годов.
Последнее на данный момент активное проявление «Альфы 66» отмечалось в 2001 году: на Кубе был арестован вооружённый активист организации.

## Современное состояние
После смерти Андреса Насарио в 2004 году руководство перешло к Эрнесто Диасу Родригесу (при Батисте оппозиционный профсоюзный деятель, соратник Гутьерреса Менойо, при Кастро участник вооружённого подполья, затем многолетний политзаключённый) и Фердинанду де Монтехо. Во Флориде продолжает функционировать учебно-тренировочный центр, ведётся подготовка боевиков и политпропагандистов. Открыто также представительство организации в Мадриде.
В настоящее время вооружённая борьба не ставится «Альфой 66» в качестве непосредственной задачи. Упор делается на политическое взаимодействие с диссидентскими кругами Кубы, оказание им информационной и финансовой поддержки:

Центр тяжести эмигрантской политики связан теперь с оппозицией и с появлением гражданского общества на острове. Альфа 66 является частью этой тенденции.

В то же время подчёркивается готовность при определённых обстоятельствах возобновить вооружённую активность.

Это в прошлом. Но если условия на Кубе потребуют этого, если диссиденты пойдут на конфронтацию, мы морально обязаны прийти им на помощь.

Эрнесто Диас Родригес

## Политические и оперативные особенности
«Альфа 66» длительное время причислялась к террористическим организациям. В 1976 такие характеристики оглашались офицерами полиции Майами. Говорилось также о связях с организованной преступностью и наркобизнесом. Однако такие обвинения не были доказательно подтверждены.
Кубинские власти всячески пропагандировали исходящую от «Альфы 66» террористическую опасность, чтобы обосновать политические репрессии. Однако достоверно известны лишь два случая гибели кубинских гражданских лиц в результате её акций. Удары целенаправленно наносились по объектам и представителям государственной инфраструктуры.
Начиная с 1965 заявленная цель — вооружённое свержение диктатуры Кастро — представлялась нереальной. Однако действия организации имели большое политико-символическое значение. Особое значение имело происхождение «Альфы 66» из кубинской революции и её вооружённых сил. Это существенно отличает «Альфу 66» от ряда других организаций антикастровской оппозиции — жёстко ультраправой ориентации, реально практиковавших террор.